# Djawi
Djawi är ett utdött australiskt språk. Djawi talades i norra delen av Western Australia och tillhörde den nyulnyulanska språkfamiljen.